# 弗拉維奧·奇波拉
弗拉維奧·奇波拉（Flavio Cipolla，1983年10月20日—）是一位義大利職業網球運動員。2008年美國公開賽，第三輪遭到斯坦尼斯拉斯·瓦夫林卡以5–7、64–7、6–4、6–0、6–4逆轉淘汰。2009年7月20日，他到達目前為止最高單打排名99位。

## 外部連結
- 弗拉維奧·奇波拉（英文/西班牙文）的官方資料
- 弗拉維奧·奇波拉的國際網球總會 職業／青少年 官方資料（英文）
- 弗拉維奧·奇波拉的官方資料（英文）